# Michal Nguyễn
Michal Nguyễn (sinh ngày 4 tháng 12 năm 1989) là một cầu thủ bóng đá người Cộng hòa Séc gốc Việt hiện đang thi đấu ở vị trí hậu vệ cho câu lạc bộ FK Baník Most-Sous.
Michal Nguyễn sinh ra tại Cộng hòa Séc với cha là người Việt Nam và mẹ là người Séc. Trong sự nghiệp, anh đã từng thi đấu cho câu lạc bộ FK Baník Most tại Czech 2.Liga, Becamex Bình Dương tại V-League 1, Air Force Central tại Thai Premier League và FA Selangor tại Super League Malaysia.

## Sự nghiệp quốc tế
Năm 2013, Michal Nguyễn được HLV Hoàng Văn Phúc triệu tập lên đội tuyển quốc gia Việt Nam để tham dự 2 trận đấu thuộc vòng loại Asian Cup 2015. Tuy nhiên, chỉ 6 phút trong trận ra mắt đội tuyển quốc gia Việt Nam ở cuộc đối đầu gặp UAE, Michal Nguyễn đã mắc lỗi và khiến đội nhà chịu phạt đền. Trận này, đội tuyển Việt Nam nhận thất bại với tỷ số 1–2.  Sau đó một tháng, anh tiếp tục được xếp đá chính trong trận thua 0–1 trước đội tuyển Hồng Kông.

## Thống kê sự nghiệp

### Quốc tế
Tính đến ngày 10 tháng 10 năm 2013.
| Đội tuyển quốc gia | Năm       | Trận | Bàn |
| ------------------ | --------- | ---- | --- |
| Việt Nam           | 2013      | 2    | 0   |
| Tổng cộng          | Tổng cộng | 2    | 0   |

## Danh hiệu
Becamex Bình Dương
- V.League 1: 2015
- Cúp Quốc gia: 2015
- Siêu cúp Quốc gia: 2015